# William Alwyn
William Alwyn (Northampton, 7 november 1905 – Southwold, 11 september 1985) was een Britse componist, fluitist en leraar. Hij schreef absolute muziek in een laatromantische, technisch virtuoze stijl en veel filmmuziek. Alwyns muziek is tonaal en ambitieus. Zijn eerste vier symfonieën zijn feitelijk één cyclus. Hij noemde symfonieën dramas of contrast and emotion, whether by classical composers or romantics. Zijn orkestratie was virtuoos; men luistert daarvoor naar het deel Police Chase uit de film noir Odd Man Out (1946). Alwyn op zijn meest romantisch: de Love scenes uit het drama The Fallen Idol (1948) terwijl zijn complexe, diep emotionele kant goed te beluisteren is in zijn ‘Sinfonietta for Strings’ uit 1970. Zijn laatste grote werk was Strijkkwartet nr. 3.
Zijn tweede vrouw, Doreen Carwithen (1922-2003), die zich Mary Alwyn noemde, was ook componiste en fungeerde als Alwyns assistent sinds hun huwelijk in 1961. Sinds Alwyns dood hield zij zich bezig met het William Alwyn Archive en was onder meer de drijvende kracht achter de complete opname van Alwyns orkestmuziek op het Engelse cd-label Chandos. Zijn muziek, gedichten, geschriften en schilderijen zijn door haar ondergebracht in de William Alwyn Foundation. Ook bewerkte zij Alwyns tweede pianoconcert voor uitvoering. Dit concert, geschreven voor de ‘Henry Wood Promenade Concerts’ in 1960 was nooit gespeeld doordat de Nederlandse pianist Cor de Groot vlak voor de première door een spieraandoening de beheersing van zijn linkerhand verloor.

## Lijst van composities (selectie)
- Orkestwerken
  - Piano concerto nr. 1, 1930
  - Tragic Interlude, voor 2 hoorns, pauken en strijkers, 1936
  - Pastoral fantasia, voor altviool en strijkers, 1939
  - Violin concerto, 1939
  - Overture to a Masque, 1940
  - Concerto grosso nr. 1, voor klein orkest, 1942
  - Concerto voor hobo, harp en strijkers, 1944
  - Scottish dances, voor klein orkest, 1946
  - Fanfare for a Joyful occasion, 1948
  - Symphony nr. 1, 1949
  - Concerto grosso nr. 2, voor strijkers, 1950
  - Festival march, 1951
  - The Magic Island, symfonisch voorspel, 1952
  - Symphony nr. 2, 1953
  - Lyra angelica, voor harp en strijkers, 1954
  - Autumn legend, voor Engelse hoorn en strijkers, 1955
  - Symphony nr. 3, 1955-6
  - Elizabethan dances, 1957
  - Symfonie nr. 4, 1959
  - Piano concerto nr. 2, 1960
  - Derby Day, overture, 1960
  - Concerto grosso nr. 3, 1964
  - Sinfonietta, voor strijkers, 1970
  - Symphony nr. 5 'Hydriotaphia', 1972-3
  - Sinfonietta (nr. 2), voor strijkers, 1976

- Kamermuziek
  - Rapsodie voor pianokwartet 1939
  - Strijktrio 1962
  - Strijkkwartet nr. 3 (1985)

- Opera's
  - The Libertine (tekst van Alwyn), 1965-71
  - Miss Julie (2 aktes, tekst van Alwyn, naar August Strindberg), 1971-6

- Filmmuziek (lijst niet compleet)
  - Odd man out - The history of Mr. Polly - The fallen Idol - The Rake's Progress – The Card - The Winslow Boy - Desert Victory - Green Girdle - State Secret - In Search of the Castaways – Svengali - The Crimson Pirate - Take my Life - A Night to Remember...

## Registraties
Zowel op het Engelse cd-label Chandos als op Naxos zijn registraties van de meeste orkestwerken voorhanden. Voor filmmuziek moet men bij Chandos terecht.